# Nu Hydri
Nu Hydri (50 Hydri) é uma estrela na direção da constelação de Hydrus. Possui uma ascensão reta de 02h 50m 28.54s e uma declinação de −75° 04′ 00.8″. Sua magnitude aparente é igual a 4.76. Considerando sua distância de 329 anos-luz em relação à Terra, sua magnitude absoluta é igual a −0.26. Pertence à classe espectral K3III.